# Visoče (gmina Tržič)
Visoče – wieś w Słowenii, w gminie Tržič. W 2018 roku liczyła 88 mieszkańców.